# Nikola Aleksandar
Nikola Aleksandar Basarab (Nicolae Alexandru) bio je vojvoda (princ) Vlaške, a vladao je 1352. – 1364.
1359. je osnovao sjedište vlaške pravoslavne metropolije.
Isprva se Nikola odupirao ideji da postane vazal hrvatsko-ugarskog kralja Ludovika I. Međutim, poslije je promijenio mišljenje i postao mu vazal.
Dozvolio je rimokatoličkim misionarima da propovijedaju po Vlaškoj.

## Obitelj
Nikola je bio sin princa Basaraba I. Întemeietorula i njegove supruge Margarete te brat Teodore.
Prva Nikolina žena bila je Marija Lackfi. Rodila mu je Radua I. Druga mu je žena bila Klara Dobokai (Clara de Doboca). Ona mu je rodila Anku, Anu i Vladislava I. Vlaškog. Njegova je treća žena bila Margit Dabkai. Bio je djed cara Konstantina II. Bugarskog.